# Alberto di Villa d'Ogna

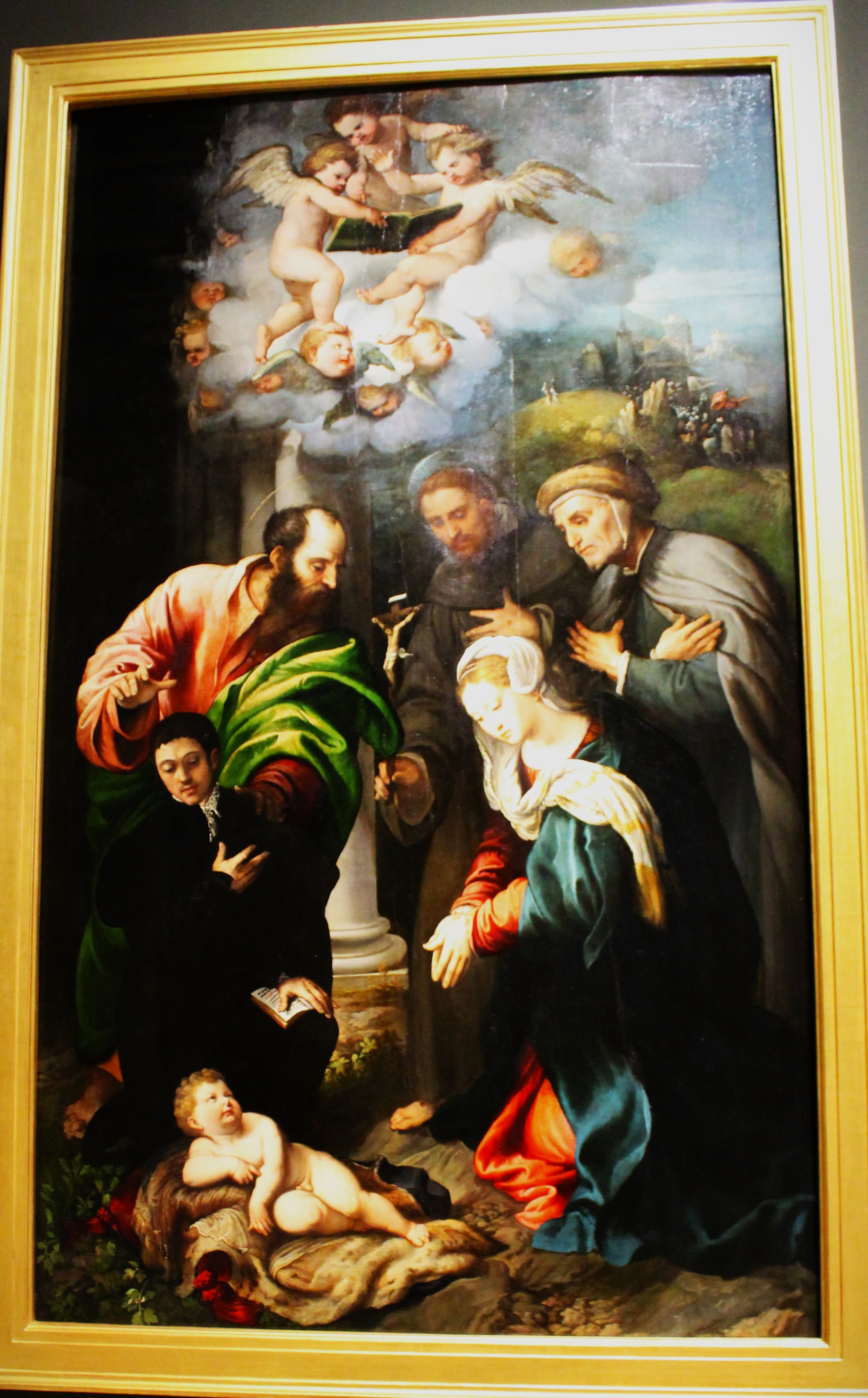
Natività con santi Mattia, Francesco d'Assisi e Alberto da Villa d'Ogna
Giulio Campi

Alberto di Villa d'Ogna (Villa d'Ogna, 1214 – Cremona, 7 maggio 1279) è stato un religioso italiano, appartenente al Terz'Ordine dei Domenicani. È stato beatificato il 9 maggio 1748 da papa Benedetto XIV. La sua data di culto è stata stabilita al 7 maggio.

## Biografia
Alberto nacque nel 1214 a Villa d'Ogna, allora vicinia di Clusone da una famiglia di modesti contadini. Tra il 1240 e il 1255 morirono prima i genitori e poi la moglie. Così Alberto decise di abbandonare tutti i suoi beni, cedendo tutto alla comunità di Villa di Clusone, in favore dei bisognosi. Si trasferì poi a Cremona dove si dedicò all'attività di bracciante e di brentatore; si occupò inoltre di carità, fondando un ospedale per gli infermi vicino alla chiesa di San Mattia, poi distrutta. Sempre a Cremona si aggregò all'Ordine dei frati predicatori come terziario secolare.
Alberto, a quanto si apprende dalla documentazione, svolse diversi pellegrinaggi a Roma, a Gerusalemme e a Santiago di Compostela. Morì a Cremona il 7 maggio 1279. Nella sua casa natia, nella frazione di Sant'Alberto a Villa d'Ogna, esiste una chiesetta a sua memoria.
Verso la metà del XVIII secolo la compagnia dell'Arte dei Brentatori di Bologna scelse come proprio patrono il beato Alberto da Villa d'Ogna, per avere egli esercitato in gioventù il mestiere del «brentatore». La prima festa del patrono della compagnia venne celebrata il 13 agosto 1572.